# Zweikanalton (Band)
Zweikanalton ist eine österreichische Band aus Linz, die seit 2014 aus den Brüdern Markus Danninger (* 7. Januar 1995 in Linz) und Thomas Danninger (* 21. April 1997 in Linz) besteht.

## Bandgeschichte
Die beiden Brüder begannen ihre Musikkarriere auf YouTube bereits im Alter von 13 Jahren. Ihre erste Single, Es fühlt sich wie Fliegen an, veröffentlichte die Band im Jahr 2014, wodurch erste Radioplays und weitere mediale Auftritte folgten.
Im Jahr 2017 veröffentlichten die Musiker von Zweikanalton die Songs Momente sowie ihre Weihnachtssingle Wunder.
Am 9. September 2017 folgte Zweikanaltons bisher bekanntester Release Zukunfts-Ich. Der Song erhielt Airplay in Österreichs Radiostationen sowie mediale Beachtung in TV und Print. Mit ihrem Video erreichten die beiden Brüder Tausende Fans und schafften es live zum Ö3-Weihnachtswunder. Live standen die Brüder von Zweikanalton auch vor Musikgrößen wie Andreas Gabalier oder auf Festivals mit Seiler und Speer auf der Bühne.
Im März 2018 wurde den Brüdern von Zweikanalton der Steiger Award in der Kategorie Nachwuchs in Deutschland verliehen, den unter anderem schon Künstler wie Tim Bendzko, Tokio Hotel oder US5 entgegennehmen durften. Im gleichen Monat schafften die beiden es ins Finale des Lautstark!-Musikcontests in Oberösterreich.
Die Musiker singen Popmusik mit deutschen Texten und schafften es vor ein ausverkauftes Publikum von 10.000 Besuchern bei der Winterparty in Seefeld, Tirol.
Am 25. Mai 2018 wurde ihre Single Ohne Dich Kann Das Kein Sommer Sein veröffentlicht, die es in die Top 10 der Ö3 Austro Charts schaffte.
Am 18. Januar 2019 veröffentlichten die zwei Brüder ihre neue Single Domino. Am 14. Juni 2019 folgte ihr neues Lied Vegas & Madrid. Am 17. Jänner 2020 wurde ihre Single Ey Katharina veröffentlicht, die schnell zum Song mit den höchsten Streamingzahlen der Band wurde. In den Folgejahren veröffentlichte Zweikanalton weitere Singles, welche immer wieder Einzug in die nationalen Radios erhielten.
Neben dem Leben im Tonstudio und auf der Bühne sind die beiden Brüder auch als TikTok-Influencer bekannt, wo sie mit rund 800.000 Abonnenten zu den Top 20 TikTok-Influencern in Österreich zählen.

## Diskografie
Singles
- 2014: Es fühlt sich wie Fliegen an
- 2017: Momente
- 2017: Zukunfts-Ich
- 2017: Wunder
- 2018: Ohne Dich Kann Das Kein Sommer Sein
- 2019: Domino
- 2019: Vegas & Madrid
- 2020: Ey Katharina
- 2020: Rosen, Alles Gut
- 2021: Weil wir am Leben sind
- 2021: Am Ende Des Tages
- 2021: Kennzeichen raten
- 2022: Bordeaux